# Rio Itapetinga (vattendrag i Brasilien, São Paulo)
Rio Itapetinga (portugisiska: Rio dos Pintos) är ett vattendrag i Brasilien.   Det ligger i delstaten São Paulo, i den sydöstra delen av landet, 800 km söder om huvudstaden Brasília.
I omgivningarna runt Rio Itapetinga växer huvudsakligen savannskog. Runt Rio Itapetinga är det ganska tätbefolkat, med 230 invånare per kvadratkilometer.